# 美國職業足球大聯盟預備聯賽
美國職業足球大聯盟預備聯賽（英語：MLS Reserve League）是美國職業足球大聯盟球會和後備隊兼聯賽，最早是2005年建立，2008年曾經解散過，但是2011年重新建立，並且分成東部、中部和西部三個賽區。
2013年，為提升競賽水平，為後備球員提供更多比賽經驗，北美足球大聯盟和美國足球聯賽（USL）達成協議，將聯合足球聯賽系統職業組和大聯盟後備隊聯賽和賽程二合為一，兩個不同聯賽的球隊互相對戰。2014賽季係大聯盟後備隊聯賽是最後一個賽季。
從2015年賽季開始，大聯盟後備聯賽同聯合足球聯賽專業組正式合二為一，這個大聯盟球隊可以同一支現有的聯合足球聯賽球隊結盟，或者將自己的後備隊改組為聯合足球聯賽球隊。